# FK Slavoj Vyšehrad
FK Slavoj Vyšehrad is een Tsjechische voetbalclub uit Vyšehrad, Praag. De club is in 1907 opgericht. In het seizoen 2014/15 wist FK Slavoj Vyšehrad ondanks slechts een derde plek in de ČFL promotie te bewerkstelligen en speelde daarom op het op een na hoogste niveau in Tsjechië, de Fotbalová národní liga. De club degradeerde na één seizoen weer en kon in 2019 opnieuw promotie afdwingen.